# きたのじゅんこ
きたの じゅんこ（1958年 - ）は、日本の女性イラストレーター。東京都生まれ。東京学芸大学教育学部美術科卒業。魚座。O型。日本児童出版美術家連盟会員。

## 概要
東京学芸大学教育学部を卒業後、教育関係の出版社で絵の仕事に携わったのち、フリーのイラストレーターとなる。
水彩色鉛筆を使った天使や妖精、精霊といった幻想的なモチーフのイラストを得意とする。画集の他、作家の本の表紙イラストや、CDジャケット、ポスター、ジグソーパズルのイラストなど、多くの分野で活躍している。絵以外にも、詩、エッセイ、紀行文なども手掛けている。
1985年、サンリオ美術賞受賞。

## 作品リスト

### 個人画集
- 『予感 - きたのじゅんこ画集』　サンリオ、1985年10月　新装版1993年10月
- 『夢の中で - きたのじゅんこ画集』　サンリオ、1986年12月　新装版1993年3月
- 『まなざし - きたのじゅんこ自選複製画集』　サンリオ、1987年11月
- 『セレナーデ - きたのじゅんこ自選複製画集』　サンリオ、1988年3月
- 『Message - きたのじゅんこワイド画集』　サンリオ、1988年4月
- 『月の雫 - きたのじゅんこ画集』　サンリオ、1988年12月　新装版1993年10月
- 『素粒子の夢』　サンリオ、1989年6月（ポストカードライブラリー）
- 『ルナ・イクリプス - 月蝕』　サンリオ、1989年12月（ポストカードライブラリー）
- 『カノン - きたのじゅんこ自選複製画集』　サンリオ、1991年3月
- 『精霊の国』　サンリオ、1992年1月　1994年3月
- 『愛・詩画集』　サンリオ、1992年8月
- 『生まれた星で - birthday book』　サンリオ、1993年2月
- 『結晶庭園 - セレスティアル』　白泉社、1994年10月
- 『聖なる森の物語』　白泉社、1996年5月
- 『Angel - エンジェル』　白泉社、1997年11月
- 『セラフィム - 愛の天使』　新書館、1997年12月
- 『シルフィード - 風の妖精』　新書館、1998年8月
- 『アリア - きたのじゅんこCD画集』　サンリオ、1989年11月（シングルCD付き）
- 『セレスティアル - 天上の調べ』　新書館、1999年8月
- 『翼の国へ - きたのじゅんこベストセレクション』　小学館、1999年9月
- 『フェアリー・ガーデン - 妖精の花園』　新書館、2000年8月
- 『きたのじゅんこ自選画集』　中央公論新社/アールビバン、2004年8月

### 共著
- 川添エイコ『停まらない電車』　サンリオ、1985年4月
- 菊池亮子『ミーアとマンマンデーの森』　くもん出版、1987年11月
- 青木景子『風の中の少年たち』　サンリオ、1988年7月
- 立原えりか『ギリシア神話』　ポプラ社、1989年3月
- 立原えりか『12の花物語』　小学館、1991年6月
- R.タゴール、高良とみ訳『天の小舟』　河出書房新社、1993年7月
- 遠藤文子『星たちの祈り』　小学館、1993年8月

### 教則本
- 『水彩色鉛筆画入門 - 魔法のテクニック』　朝日出版社、2003年10月
- 『エンジェル・レッスン』　学習研究社、2007年3月

### 本の表紙、挿絵など
- 綾辻行人『緋色の囁き』　祥伝社、1988年10月
- コナン・ドイル、近藤千雄訳『妖精物語 - 実在する妖精世界』　コスモ・テン・パブリケーション、1989年4月
- 綾辻行人『暗闇の囁き』　祥伝社、1989年9月
- 氷室冴子『マイ・ディア』　角川文庫、1990年11月
- 赤川次郎『ふたり』　新潮文庫、1991年11月（旧カバー）
- 綾辻行人『黄昏の囁き』　祥伝社、1993年1月
- 井村君江『イギリス・妖精めぐり』　同文書院、1993年5月
- 宮沢賢治『マリヴロンと少女 - 宮沢賢治童話集11』　くもん出版、1993年5月
- 真矢みき『I LOVE 宝塚』　小学館、1994年4月
- 小沢淳『月王譚』　福武書店、1994年8月
- イアン・マクドナルド、古沢嘉通訳『黎明の王 白昼の女王』　ハヤカワ文庫、1995年2月

### その他
- 『きたのじゅんこの世界』　サンリオ、1998年（VHS）
- 『きたのじゅんこ作品集 - 天使と妖精の幻想世界』　シンフォレスト、2001年（CD-ROM画集）